# Jim Norton (acteur)
Pour les articles homonymes, voir Jim Norton et Norton.
Jim Norton, né le 4 janvier 1938 à Dublin (Irlande), est un acteur irlandais.

## Filmographie

### Au cinéma
- 1965 : Le Masque de Fu-Manchu (The Face of Fu Manchu), de Don Sharp : Matthius, le chauffeur
- 1969 : Alfred le Grand, vainqueur des Vikings (Alfred the Great) : Thanet
- 1971 : Les Chiens de paille (Straw Dogs), de Sam Peckinpah : Chris Cawsey
- 1972 : Adolf Hitler - My Part in His Downfall : Pongo
- 1990 : Secret défense (Hidden Agenda), de Ken Loach : Brodie
- 1992 : Le Cheval venu de la mer (Into the West), de Mike Newell : Superintendant O'Mara
- 1992 : Even Hitler Had a Girlfriend
- 1992 : Les Aventures d'un homme invisible (Memoirs of an Invisible Man), de John Carpenter : Dr. Bernard Wachs
- 1997 : Sunset Heights : Sam Magee, le prédicateur
- 1998 : American History X, de Tony Kaye : Randy
- 1999 : A Love Divided : Reverend Fischer
- 2000 : Rough for Theatre II : A
- 2000 : Mad About Mambo : Frère Xavier
- 2001 : On the Nose : Patrick Cassidy
- 2002 : Boxed : Père Moran
- 2002 : Harry Potter et la Chambre des secrets (Harry Potter and the Chamber of Secrets), de Chris Columbus : Mr. Mason
- 2003 : Conspiracy of Silence : Évêque Michael Quinn
- 2004 : Oyster Farmer, d'Anna Reeves : Mumbles
- 2006 : Leçons de conduite (Driving Lessons), de Jeremy Brock : Mr. Fincham
- 2008 : Le Garçon au pyjama rayé  (The Boy in the Striped Pyjamas), de Mark Herman : Herr Liszt
- 2008 : Uncle Bills Barrel : Michael âgé
- 2009 : The Eclipse : Malachy
- 2010 : La forêt contre-attaque (Furry Vengeance) de Roger Kumble : Hank
- 2011 : De l'eau pour les éléphants (Water for Elephants), de Francis Lawrence : Camel
- 2014 : Jimmy's Hall, de Ken Loach
- 2016 : The Boy de William Brent Bell : Mr Heelshire
- 2018 : Le Retour de Mary Poppins de Rob Marshall : M. Boussole

### À la télévision
- 1974 : La Chute des aigles (Fall of Eagles) (feuilleton) : Kerensky
- 1977 : People Like Us (feuilleton) : Jim Carver
- 1980 : Cry of the Innocent : Jasper Tooms
- 1981 : Nanny (série télévisée) : Michael Twomey (unknown episodes, 1982-1983)
- 1984 : Sakharov (en) : Roy Medvedev
- 1985 : Wonders in Letterland (série) : The Gardener  /  ... (épisodes inconnus)
- 1988 : The Temptation of Eileen Hughes : Bernard McAuley
- 1992 : Midnight's Child
- 1992 : Cruel Doubt : Dr. Billy Royal
- 1994 : Babylon 5 : Juge Wellington
- 1995 - 1998 : Father Ted : Monseigneur Brenan
- 2002 : No Tears (feuilleton) : Taoiseach
- 2002 : The Hound of the Baskervilles : Coroner
- 2003 : Doctor Who: Scream of the Shalka (feuilleton) : Major Thomas Kennet (voix)
- 2004 : Preuve à charge (en) (Proof) (série) : Ronan Corcoran (épisodes inconnus, 2004)
- 2006 : Stan : Stan
- 2009 : Inspecteur Barnaby : La mort au bout du chemin  : Edward Canning
- 2014 : Elementary : Le Secret dans la peau  : Sir James Walter
- 2014 : Elementary : La Grande Expérience  : Sir James Walter
- 2018 : Elementary : La Trève  : Sir James Walter